# 棒节石斛
棒节石斛（学名：Dendrobium findleyanum）为兰科石斛属下的一个种。

## 扩展阅读
- 維基物種上的相關：棒节石斛